# Trương Nghiệp Toại
Trương Nghiệp Toại (tiếng Trung: 张业遂; sinh tháng 10 năm 1953) là nhà ngoại giao Trung Quốc. Ông từng giữ chức Bí thư Đảng ủy Bộ Ngoại giao, Thứ trưởng Bộ Ngoại giao. Ông cũng từng là Đại sứ Trung Quốc tại Hoa Kỳ và đại diện thường trực Trung Quốc tại Liên Hợp Quốc ở thành phố New York.

## Tiểu sử
Trương Nghiệp Toại sinh tháng 10 năm 1953 tại tỉnh Hồ Bắc và là người quê ở vùng đó. Ông tốt nghiệp Đại học Ngoại ngữ Bắc Kinh và học tập tại Trường Kinh tế và Khoa học Chính trị Luân Đôn. Sau khi hoàn thành giáo dục của mình, ông vào ngành ngoại giao và được bố trí làm việc tại Đại sứ quán Trung Quốc tại Vương quốc Anh ở Luân Đôn. Sau đó, Trương Nghiệp Toại đảm nhận nhiều chức vụ khác nhau ở Vụ Các tổ chức và hội nghị quốc tế, Vụ Lễ tân của Bộ Ngoại giao Trung Quốc.
Năm 2000, ông nhậm chức Trợ lý Bộ trưởng Bộ Ngoại giao chịu trách nhiệm quản trị, lễ tân và nhân sự. Năm 2003, ông được bổ nhiệm làm Thứ trưởng Bộ Ngoại giao với những lĩnh vực chịu trách nhiệm bao gồm nghiên cứu chính sách, các vấn đề Châu Phi, Châu Âu, Bắc Mỹ và Châu Đại Dương, kiểm soát vũ khí và giải trừ quân bị, Hiệp ước và Luật quốc tế. Năm 2008, Trương Nghiệp Toại được bổ nhiệm làm Đại sứ Trung Quốc tại Liên Hợp Quốc thay thế Vương Quang Á.
Trương Nghiệp Toại kết hôn với Trần Nãi Thanh, người cũng là một đại sứ. Họ có một con gái. Trương Nghiệp Toại và vợ của mình được bố trí làm việc tại phái đoàn Liên Hợp Quốc từ năm 1988 đến năm 1992. Trần Nãi Thanh là đại sứ tại Na Uy (2003–2007) và đại sứ tại Đàm phán sáu bên trong một năm rưỡi trước khi đến New York cùng chồng.
Năm 2012, Trương Nghiệp Toại được bổ nhiệm trở lại vị trí Thứ trưởng Bộ Ngoại giao; sau đó ông được bổ nhiệm làm Bí thư Đảng ủy Bộ Ngoại giao (hàm tương đương với Bộ trưởng). Trương Nghiệp Toại là Ủy viên dự khuyết Ban Chấp hành Trung ương Đảng Cộng sản Trung Quốc khóa XVIII.